# Machine Head (groupe)
Pour les articles homonymes, voir Machine Head.

La scène de la tournée 2018 à La Rochelle.

Machine Head est un groupe de groove metal américain, originaire d'Oakland en Californie,. Fondé en 1991, le groupe se compose initialement du guitariste et chanteur Robb Flynn et du bassiste Adam Duce. À ses débuts, le groupe ne rencontre pas le succès escompté dans son propre pays, mais il bénéficie depuis ses débuts d'une grande popularité auprès des amateurs de thrash metal européens. En 2019, Machine Head recense plus de 20 millions de disques vendus à travers le monde.

## Biographie

### Fondation etBurn My Eyes(1991–1996)
Machine Head est fondé le 12 octobre 1991 à Oakland, par le guitariste Robert Flynn (ancien membre du groupe Vio-lence) et le bassiste Adam Duce. Le nom du groupe n'a aucun rapport avec l'album Machine Head de Deep Purple.
Le premier album, Burn My Eyes, sorti en 1994 et mixé par Colin Richardson, est souvent considéré[Par qui ?] comme ayant contribué au genre metal de manière aussi importante que Reign in Blood de Slayer et Master of Puppets de Metallica. Cet album leur vaudra tout de suite le succès auprès du public metal du vieux continent. Cela leur permettra, après avoir passé plusieurs semaines sur les routes en compagnie de Slayer des deux côtés de l'Atlantique, de monter leur propre tournée européenne en tête d'affiche dès le printemps 1995 (avec en ouverture les suédois de Meshuggah et Mary Beats Jane, formation du futur chanteur de The Haunted Peter Dolving). C'est au cours de cette tournée que le groupe fera une prestation remarquée au Dynamo Open Air, plus gros festival metal de l'époque, avant un concert en août aux Monsters of Rock de Castle-Donington où un batteur intérimaire remplace Chris Kontos. Dès lors, les tensions montent entre Kontos, jusqu'alors représentant quasi exclusif de la formation auprès de la presse, et le reste du groupe.

### The More Things Change...etThe Burning Red(1997–2000)
Après le départ de Chris Kontos, parti jouer avec Testament, c'est Dave McClain (qui officiait auparavant dans Sacred Reich) qui prend la relève en tant que batteur du groupe. Le groupe fait paraître peu après l'album The More Things Change en 1997, après quoi le guitariste Logan Mader quitte inopinément le groupe au printemps 1998 pour rejoindre Rob Zombie puis Soulfly, dont il se fait renvoyer en 1999. Il est alors remplacé par Ahrue Luster (désormais membre de Ill Niño) qui travaille sur le troisième album The Burning Red. Cet album est un signe de changement pour Machine Head, le groupe décidant d'expérimenter plutôt que de garder le style défini avec Burn My Eyes. Robb utilise des voix rap sur cet album en plus de son « growl » habituel. Le titre Devil With the Kings Card se base sur le départ de Logan Mader du groupe.
L'album est mal accueilli par certains fans qui n'apprécient pas le changement de style. Certains accusent le groupe de s'être « vendu » et de suivre les modes nu metal et fusion metal, en pleine émergence aux alentours de 1999. Bien que Burn My Eyes ait exercé plus d'influence sur la scène metal en général, The Burning Red se vend presque autant en trois ans (entre 1999 et 2002) que Burn My Eyes en huit ans (1994-2002). En 2000, des groupes comme Machine Head et Slipknot font l'objet d'un placement de produit dans la série Les Soprano. A.J. Soprano, joué par Robert Iler, porte souvent des vêtements Roadrunner Records, par exemple le t-shirt du single Year of the Dragon de Machine Head.

### SuperchargeretThrough the Ashes of Empires(2001–2005)

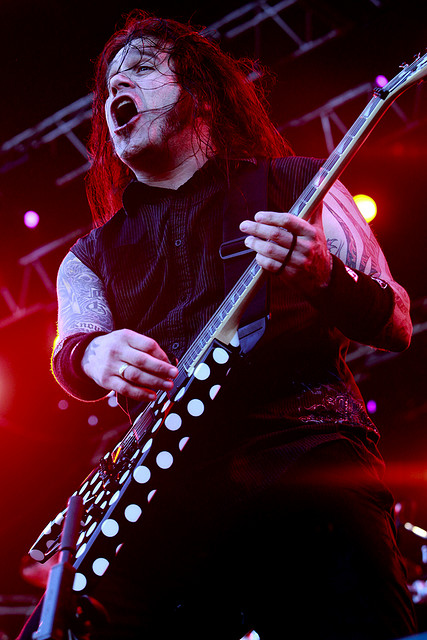
Le guitariste Phil Demmel, sur scène avec Machine Head en 2009.

Après la tournée The Burning Red, Machine Head entre en studio aux côtés du producteur Johnny K pour y enregistrer un nouvel album. Cet album, Supercharger, est commercialisé l' 11 septembre 2001 et débute à la 115e place du classement Billboard américain. Une tournée américaine démarrant à peine sept jours suit après la date de mise en vente. Les critiques seront encore mitigées, même si Blabbermouth entre autres, a donné un avis positif, et l'album est une déception commerciale. Après avoir vendu au total plus d'1,3 million d'albums avec leurs précédents opus, Machine Head n'écoule que 250 000 exemplaires de Supercharger à travers le monde, dont seulement 45 000 rien qu'en Amérique du Nord. Le clip de la chanson Crashing Around You n'est pas diffusé par MTV car il comportait des images de bâtiments s'effondrant. L'album est accueilli de la même manière que The Burning Red. Une fois la tournée terminée, Roadrunner Records ne renouvelle pas le contrat du groupe, qui arrive à sa fin et le groupe se retrouve sans label.
En 2002, Ahrue Luster quitte le groupe à cause de divergences musicales. Phil Demmel, qui jouait dans le groupe Vio-lence avec Flynn le remplace pour quelques festivals. À l'issue de cette mini-tournée, il est engagé officiellement dans le groupe. Dans l'optique de démarcher les labels, Flynn écrit des textes, qui aboutiront à une démo de quelques titres, dont Pins and Needles, formaté pour la diffusion radio. Mais ces efforts seront vains, puisque Machine Head ne convaincra aucun label par ce démarchage. Roadrunner International (Europe et reste du monde, n'incluant en somme pas les États-Unis) finira par proposer un contrat au groupe.
Les années 2003 et 2004 voient en quelque sorte le retour en forme du groupe, marqué d'abord par la sortie de l'album live Hellalive en 2003 (enregistrement d'un concert à la Brixton Academy de Londres). À l'automne 2003, Machine Head fait paraître son cinquième album studio, Through the Ashes of Empires, en Europe. Début 2004, ils signent à nouveau avec Roadrunner Records aux États-Unis et font alors paraître Through the Ashes of Empires aux États-Unis. avec un titre supplémentaire enregistré après le reste de l'album, Seasons Wither. Through the Ashes of Empires revient à un style plus proche de celui de Burn My Eyes, et fait parler de lui grâce au succès du titre Imperium et de ce qui est considéré par les fans comme un gros retour en forme - musicalement et au niveau des textes, et un retour aux sources. Machine Head tiennent la tête d'affiche de la scène « true metal » du festival Wacken Open Air en 2005 devant 40 000 fans – (ils avaient fait une apparition au festival Dynamo Open Air à leurs débuts mais pas en tête d'affiche). Through the Ashes of Empires se lance à la 88e place du Billboard américain – une bonne performance pour un groupe considéré comme mort et enterré par certains quelques années plus tôt,.
Le 11 octobre 2005, Machine Head fait paraître son premier DVD, intitulé Elegies. Celui-ci contient un concert à la Brixton Academy en décembre 2004, trois clips (The Blood, The Sweat, The Tears tirés de Hellalive, ainsi que les titres Imperium et Days Turn Blue To Gray tirés de Through the Ashes of Empires) et leurs making-of respectifs, ainsi qu'un making-of de l'album Through the Ashes of Empires. Le DVD contient aussi un documentaire sur le groupe, le montrant près d'arrêter et décrivant comment il a survécu à la pression des maisons de disques, au départ d'Ahrue Luster et à la critique des fans. Lors de sa première semaine de mise en vente, Elegies atteint la 13e place aux États-Unis, et la 6e au Royaume-Uni au classement des DVD musicaux. Le 11 octobre 2005, Roadrunner Records met en vente un album pour commémorer les 25 ans du label. Ce projet réunit de nombreux artistes du label. Quatre des titres de cet album, Roadrunner United : The All-Star Sessions, sont écrits par Robert Flynn. Phil Demmel et Dave McClain contribuent à l'album. Machine Head reprend également Battery de Metallica pour le magazine britannique Kerrang! dans le cadre de Remastered, un hommage à l'album Master of Puppets 20 ans après sa sortie.

### The Blackening(2006–2009)
En 2006, le groupe prépare son sixième album studio, intitulé The Blackening. L'album, produit par Robert Flynn et mixé par Colin Richardson, est commercialisé en Amérique du Nord le 27 mars 2007. Les chansons Halo, Aesthetics of Hate, The Beautiful Mourning, Now I Lay Thee Down sont annoncées dès avril 2006 par Robb Flynn sur le journal du groupe. Dans la lignée de Through the Ashes of Empires, l'album est bien accueilli par la critique et par le public,, ; il monte à la 53e place des ventes d'albums aux États-Unis, alors que le groupe n'avait encore jamais atteint cette position.
Depuis la sortie de ce dernier album, Machine Head est sur les routes que ce soit en première partie comme avec Megadeth ou Trivium au printemps 2007 mais aussi avec Metallica en 2009. Le groupe fit aussi des double têtes d'affiche comme avec Trivium lors de la Black Crusade en automne 2007 en Europe et en Océanie, mais aussi avec Arch Enemy lors de la Black Tyranny à l'été 2007. Machine Head ne fait qu'une seule et unique tournée en tête d'affiche, celle-ci se déroulant aux États-Unis à l'hiver 2008. Pour le moment le groupe est à l'arrêt après une tournée mondiale en première partie de Metallica et les projets se sont arrêtés après une tournée de festivals européens en se terminant au festival du Wacken Open Air en Allemagne, et dont le passage au Sonisphere britannique (à Knebworth) aura vu l'un des meilleurs concerts du groupe (et également leur plus important concert, plus de 45 000 personnes y assistaient[réf. nécessaire]).

### Unto the Locust(2010–2012)
Le 31 août 2009, les quatre de la Bay Area annoncent via leur site officiel leur tournée en tête d'affiche en Europe se déroulant du 23 janvier 2010 au 26 février 2010. Le groupe fait un arrêt en France, au Zénith de Paris le 6 février, durant cette tournée, et est accompagné par trois premières parties dont Hatebreed, Bleeding Through. Cette tournée est la première en tête d'affiche en Europe depuis 2004, mais aussi la dernière avant une pause du groupe pour commencer à travailler sur un futur nouvel album, Unto the Locust.
Le groupe se produit également le 21 janvier 2010 à la laiterie de Strasbourg sans Hatebreed, ni Bleeding Through[réf. nécessaire]. Le 14 juillet 2010, le nouveau single du groupe, Locust, est mis sur YouTube. La chanson est ensuite commercialisée sur Amazon et iTunes le 14 juin 2011. Machine Head annonce déjà avec qui ils tourneront incluant Darkest Hour, Bring Me The Horizon et DevilDriver seront les guests de leur tournée. Unto the Locust est commercialisé le 27 septembre 2011, et est très bien accueilli. L'album atteint les classements de nombreux pays, dont la 232e place aux États-Unis, et la 5e en Allemagne.
En 2012, Machine Head participe au festival Soundwave en Australie. Le groupe joue également la même année aux Download Festival, Metalcamp, Graspop, puis au Bloodstock Open Air et au Wacken Festival,,. Machine Head est également programmé pour la première croisière du Mayhem Festival, avant d'être annulé.
Le 10 septembre 2012, Machine Head annonce une tournée nord-américaine avec Deathlok, All That Remains et Black Dahlia Murder, débutant avec la chanson Warm Up le 24 octobre. Le 14 septembre, Machine Head remporte le prix de meilleur groupe international au Metal Hammer Awards 2012 de Berlin, en Allemagne. Le 1er octobre, Machine Head annonce la parution de Machine Fucking Head Live, le premier album live du groupe depuis Hellalive en 2003. L'album présentent 15 enregistrements live du groupe dans des tournées en 2011 et 2012 tours. Dans une entrevue effectuée en novembre 2012, le guitariste de Machine Head, Phil Demmel, révèle l'écriture et le futur enregistrement d'un nouvel album en 2013, et espérer le terminer la même année.

### Bloodstone and DiamondsetCatharsis(depuis 2013)

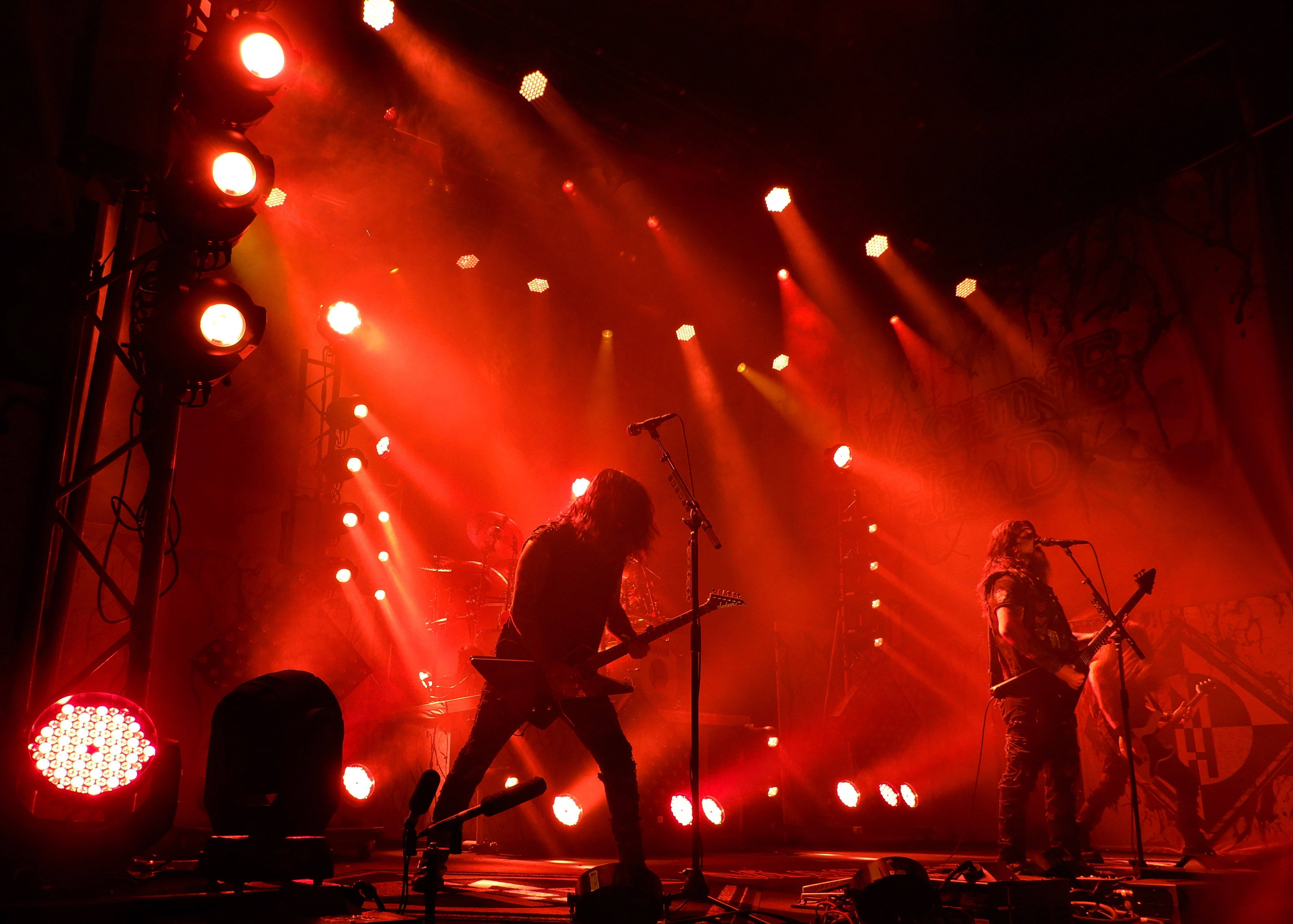
Machine Head en concert à La Rochelle en 2018.

Le 22 février 2013, le groupe annonce s'être séparé du bassiste Adam Duce à l'amiable. Le 24 juin 2013 (soit quatre mois plus tard), Jared MacEachern remplace Adam Duce. Le 2 octobre 2013, le groupe annonce sa signature au label Nuclear Blast. En février 2014, le groupe entre en studio pour l'enregistrement d'un nouvel album, Bloodstone and Diamonds, prévu pour une sortie durant l'été.
Le 19 avril 2014 sort une édition limitée de quatre mini LP 10" ; deux LP bleus Priestess et Strength, et deux LP rouges Death et Devil), à l'occasion du Record Store Day. Figure un titre version démo (anglais : Killers and Kings) du futur album, et une reprise du groupe Ignite (Our Darkest Days / Bleeding). En août 2014, Robb Flynn annonce la liste des pistes pour Bloodstone and Diamonds, comprenant 12 musiques et révélant en même temps la couverture. Le nouvel album, Bloodstone and Diamonds, sort le 7 novembre 2014, et débute à la 21e place des charts Billboard 200, le plus haut score du groupe jusqu'alors. C'est le premier album avec Jared MacEachern à la basse, mais aussi le premier à ne pas avoir été distribué par Roadrunner Records. Celui-ci sort chez Nuclear Blast.
Le 1er juin 2016, un single, Is There Anybody Out There?, est diffusé sur Sirius XM Octane, et publié le 3 juin en téléchargement payant.
Le 17 mars 2017, le groupe participe à la bande son du film The Devil's Candy avec Ghost et Slayer. En juin 2017, Machine Head est annoncé en studio pour l'enregistrement de nouveaux morceaux. En septembre 2017, le groupe annonce la sortie de l'album Catharsis pour le 26 janvier 2018 accompagnée d'une tournée.  
Dans un post vidéo sur Facebook le 28 septembre 2018, le leader de Machine Head, Robb Flynn, a annoncé que le groupe se séparait."Je vais aller droit au but", dit Flynn. "Mercredi soir, Phil Demmel a quitté Machine Head. Hier après-midi, Dave McClain a quitté Machine Head. Et Jared [MacEachern] a quitté son poste, mais il ne savait pas vraiment s'il démissionnait." Dans le clip de 10 minutes, Flynn poursuit en disant que la prochaine tournée du groupe se déroulera comme une "célébration de Machine Head et de cette version du groupe", mais que les membres se sont séparés en tant qu’individus et en tant que musiciens."Je me suis tenu trop aux rênes de ce groupe", dit Flynn. "Et j’ai étouffé ces gars-là. J'ai quelques difficultés, je suis un peu une bernache, et vous savez, ces difficultés nous ont donné le succès que nous avons, mais ils ont aussi blessé les gens autour de moi."Je conduis beaucoup, mais j'ai beaucoup de colère et de rage, et ma conduite a aliéné les gens et le groupe. Je vous demande de respecter la décision de Phil et Dave, car je respecte leur décision. " 
Robb Flynn précise néanmoins que les deux musiciens resteront jusqu'à la fin de la tournée, qui s'achève le 24 novembre 2018. 
Le groupe sort 10eme album Of Kindom And Crown le 26 août 2022, diffusé par Nuclear Blast Records et Imperium Recordings. L'album est positivement accueilli par les critiques ainsi que le public, séduits par son décor sombre et futurisitique, contant les histoires sanglantes d'Eros et Ares à la suite de la mort de leurs proches.  
De nouveau en tournée européenne lors de l'été 2024, Machine head s'est notamment illustrée lors d'un concert donné au célèbre festival Hellfest, regroupant pour l'occasion de grosses têtes d'affiches comme Metallica, Saxon et Foo Fighters.   
Le groupe a sorti son onzième album studio, Unatøned  le 25 avril 2025 via Nuclear Blast Records.   
Le 22 juillet 2025, lors de leur concert en Australie, le groupe reprend deux classiques de Black Sabbath (Paranoid et Children of the Grave) en hommage à Ozzy Osbourne, décédé plus tôt dans la journée.  

## Style musical et influences

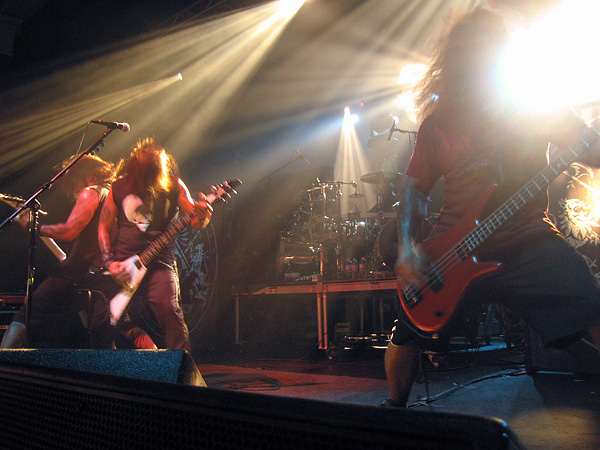
Machine Head en concert. De gauche à droite : Phil Demmel, Robb Flynn, et Adam Duce.

La musique de Machine Head croise plusieurs genres musicaux incluant thrash metal, groove metal, et heavy metal. Le groupe est influencé par des groupes de thrash metal de la Bay Area comme Metallica, Exodus, Slayer et Testament, de groove metal  Pantera et Exhorder, et de grunge Nirvana, Soundgarden et Alice in Chains.
Leurs premiers albums Burn My Eyes et The More Things Change... présente une approche groove metal et thrash metal, similaire à des groupes comme Pantera et Exhorder. Les albums présentent également des morceaux de batterie brutale et technique de Chris Kontos et Dave McClain,. Le groupe change de direction musicales pour leurs albums The Burning Red et Supercharger, avec un son axé nu metal. Ces albums présentent des morceaux de rap effectués par Robb Flynn et quelques riffs de guitare, tout en maintenant une sonorité agressive. Ce changement de direction est critiqué par les fans durant l'émergence du nu metal à cette même période,,,.
Machine Head revient à une sonorité groove metal et thrash metal avec l'album Through the Ashes of Empires, qui en devient un succès. Machine Head améliore la complexité et la technique sonore dans son album, The Blackening, partiellement dirigé vers une sonorité orientée heavy metal traditionnel et thrash metal, accompagné de structures complexes et de riffs de guitare,. Unto the Locust présente des riffs plus heavy, plus rapide et complexe menés par Robb Flynn et Phil Demmel, influencé par la musique classique, et accompagné de la batterie complexe de Dave McClain. Cet album est le premier dans le répertoire de Machine Head à inclure des blast beats.
Robb Flynn utilise différents styles vocaux dont le chant clair, les hurlements et les chants gutturaux.

## Membres

### Membres actuels
- Robert Flynn – chant, guitare (depuis 1992)
- Matt Alston – batterie (depuis 2019)[62]
- Jared MacEachern – basse (depuis 2013)
- Reece Scruggs – guitare (depuis 2022)

### Anciens membres
- Vogg Kiełtyka – guitare (2019-2024)[63]
- Dave McClain - batterie (1995-2019)
- Phil Demmel - guitare (2002-2019)
- Adam Duce – basse, chant (1992-2013)
- Ahrue Luster – guitare (1998-2002)
- Logan Mader – guitare (1992-1998)
- Walter Ryan – batterie (1995-1996)
- Chris Kontos – batterie (1992-1995)
- Tony Costanza – batterie (1992)

## Discographie

### Albums studio
- 1994 : Burn My Eyes
- 1997 : The More Things Change
- 1999 : The Burning Red
- 2001 : Supercharger
- 2003 : Through the Ashes of Empires
- 2007 : The Blackening
- 2011 : Unto the Locust
- 2014 : Bloodstone and Diamonds
- 2018 : Catharsis
- 2022 : Of Kingdom and Crown
- 2025 : Unatøned

### Albums live
- 2003 : Hellalive
- 2012 : Machine Fucking Head Live

### Singles et EP
- 1995 : Davidian
- 1995 : Old
- 1997 : Take My Scars
- 1999 : From This Day
- 1999 : Year of the Dragon
- 1999 : Year of the Dragon Tour Diary : Japan
- 1999 : Silver (Take My Hand)
- 2001 : Crashing Around You
- 2004 : Days Turn Blue to Gray
- 2012 : B-Sides & Rarities
- 2016 : Is There Anybody out There ?
- 2020 : Civil Unrest EP

### Chansons en Streaming
- 2019 : Do or Die
- 2020 : Circle the Drain

## Vidéographie
- 1995 : Old
- 1995 : Davidian, de Chris Hafner
- 1997 : Ten Ton Hammer
- 1997 : Take My Scars, de Chris Hafner
- 1999 : From This Day, de Michael Martin
- 2001 : Crashing Around You, de Nathan « Karma » Cox
- 2003 : The Blood, The Sweat, The Tears, de Robb Flynn
- 2003 : Imperium, de Mike Sloat
- 2004 : Days Turn Blue to Gray, de Mike Sloat
- 2005 : Seasons Wither, de Mike Sloat
- 2007 : Aesthetics of Hate, de Mike Sloat
- 2007 : Now I Lay Thee Down, de Mike Sloat
- 2008 : Halo, de Mike Sloat
- 2011 : Locust, de Mike Sloat
- 2012 : Darkness Within, de Mike Sloat
- 2014 : Now We Die

## DVD
- 2005 : Elegies